# Paul Gustave Fischer
Paul Gustave Fischer (ur. 22 lipca 1860 w Kopenhadze, zm. 5 stycznia 1934 w Gentofte) – duński malarz realista pochodzenia żydowskiego.
Należał do czwartej generacji Fischerów żyjących w Danii, jego rodzina pochodziła z Polski. Studiował w Królewskiej Akademii Sztuki w Kopenhadze, studiów jednak nie ukończył. Wiele podróżował m.in. do Francji, Włoch i Niemiec, wystawiał w Paryżu i Monachium. Malował miejskie sceny rodzajowe, pejzaże i portrety. Przygotowywał również ilustracje do czasopism i książek dla dzieci. Po pobycie w Paryżu w latach 1891–1895 zmienił styl, jego obrazy stały się jasne i pełne światła, malował kąpiących się ludzi i akty na łonie przyrody.

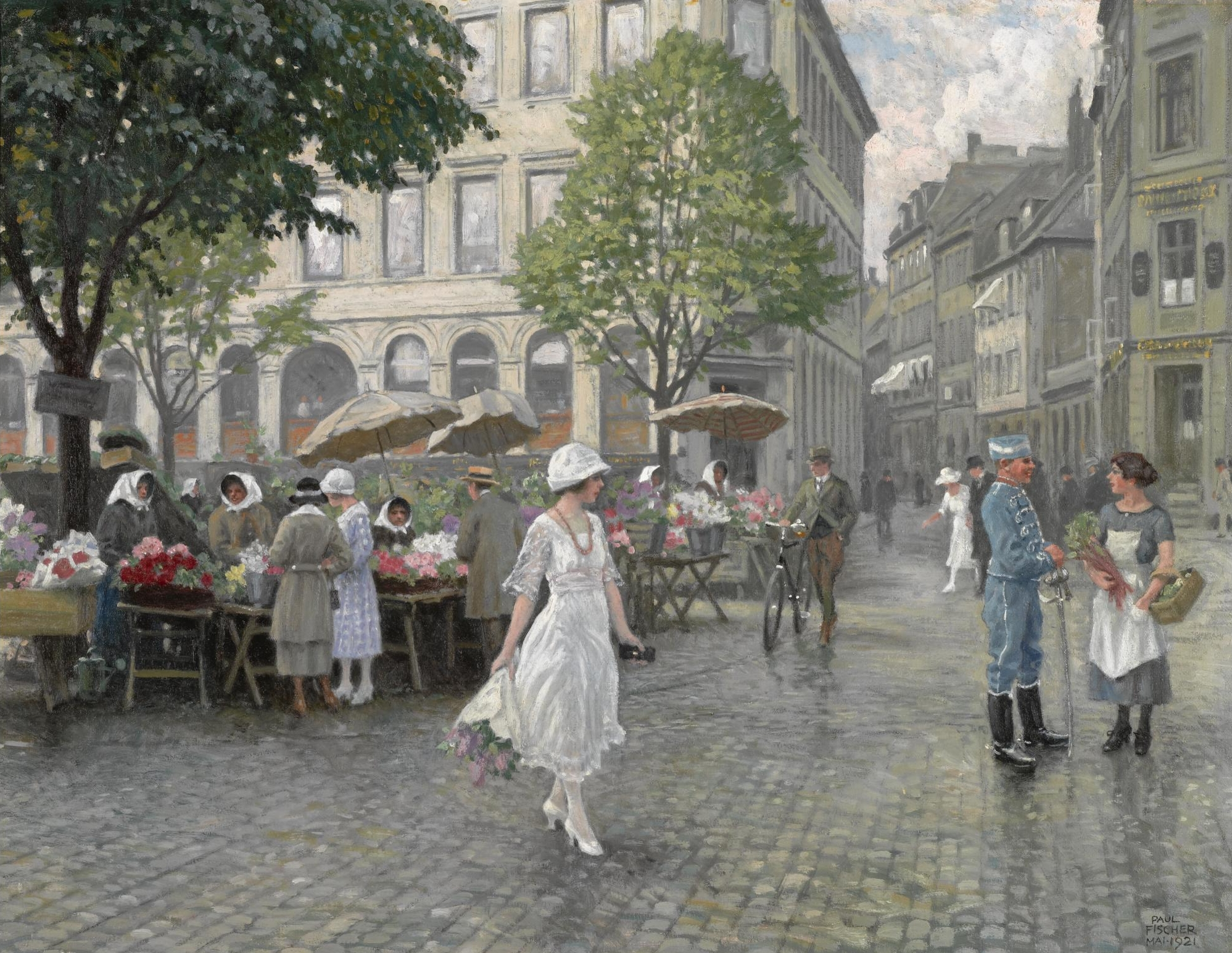
Højbro Plads, Kopenhaga (1921)
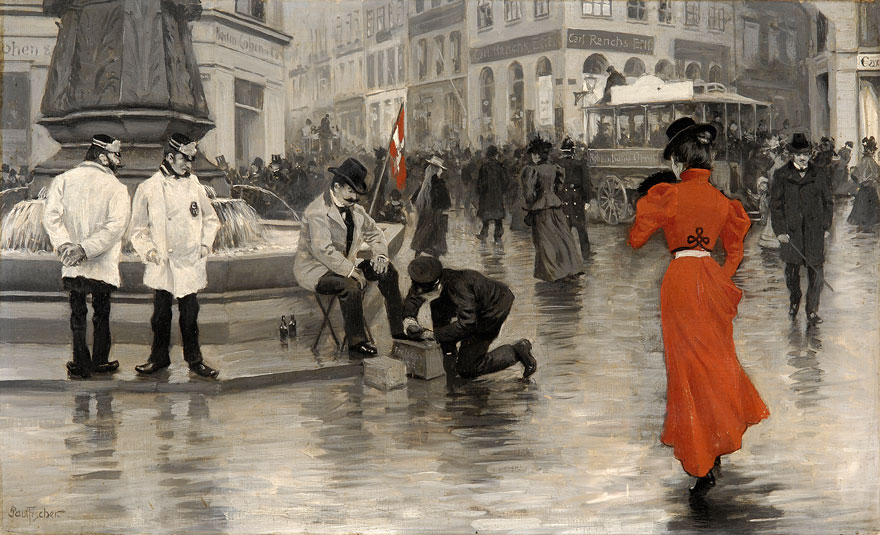
Dama w czerwieni (ok. 1895)
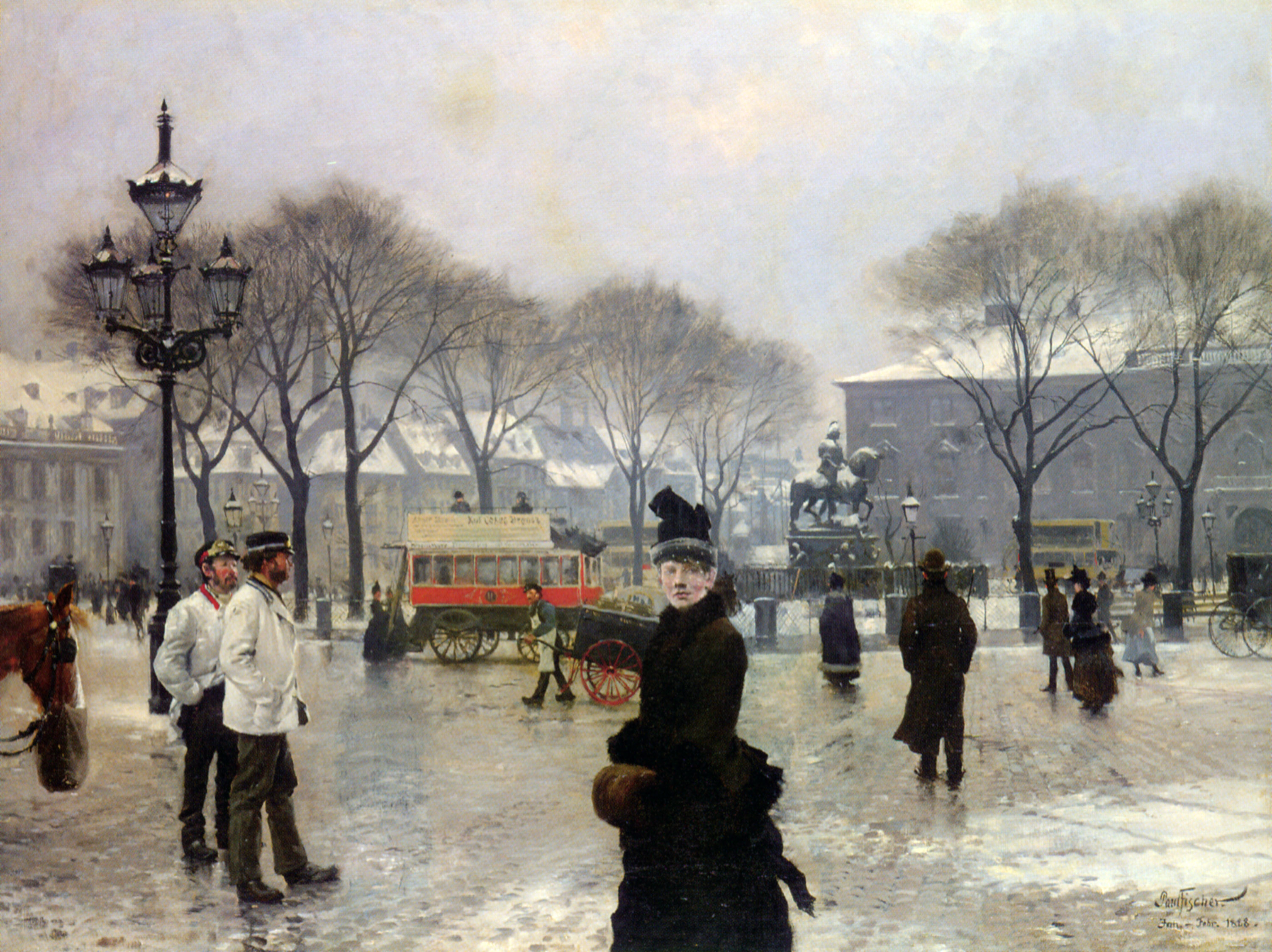
Zimowy dzień w Kopenhadze (1888)
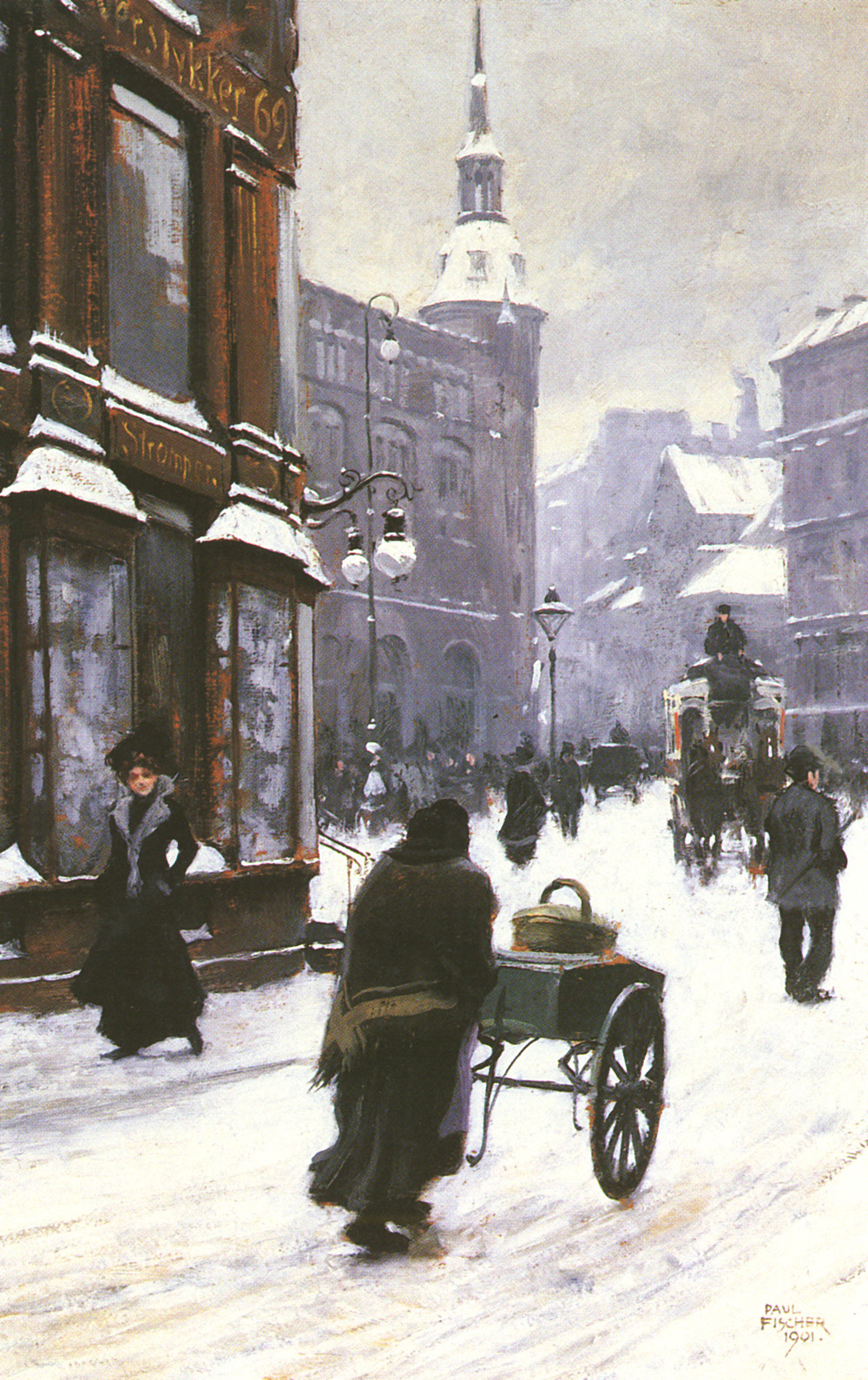
Kopenhaga (1901)